# 토머스 커티스
토마스 펠햄 "톰" 커티스(영어: Thomas Pelham "Tom" Curtis, 1870년 9월 7일 ~ 1944년 5월 23일)는 미국의 육상 선수로 근대 올림픽 사상 처음으로 110m 허들 경기에서 우승한 선수이다.
MIT 공대의 전기 공학과 학생이었던 커티스는 보스턴 선수 협회의 회원으로서 아테네로 가게 된다.
첫 근대 올림픽이 열린 첫 날, 커티스는 100m를 12.2초로 주파하며 예선을 통과했다. 그는 나중에 결선 참가를 포기하는데 자신의 주력 종목은 110m 허들 종목에 집중하기 위해서였다. 프랑츠 레셸과 웰스 호이트가 참가를 포기하자 커티스와 그랜틀리 골딩만 경기에 참가하게 되었다. 출발할 때는 커티스가 약간 앞서있었지만 첫 번째 허들을 넘을 때는 골딩이 그를 따라잡았다. 마지막 허들을 넘을 때는 골딩이 앞서 있었지만 커티스가 젖 먹던 힘까지 다해서 선을 넘었고 둘은 17.6초로 들어왔다. 심판들은 커티스가 5cm 빨리 들어왔다고 판단했다.
아마추어 사진가가 되고 싶어하는 커티스는 아테네에서 귀중한 사진들을 많이 찍었다. 그는 매사추세츠 주방위군 대위를 했으며 1차 세계 대전 중에는 매사추세츠주 주지사인 캘빈 쿨리지의 군사 참모이기도 했다. 그는 토스터의 발전에도 기여했으며 첫 근대 올림픽 때 겪은 재미있는 기억들을 모아서 책을 만들기도 했다. 그 중 가장 유명한 것은 High Hurdles and White Gloves (1932)이다.